# Brigitte Acton
Pour les articles homonymes, voir Acton.
Brigitte Acton, née le 30 novembre 1985 à Sault Ste. Marie, est une skieuse alpine canadienne. 

## Biographie
Membre du club de Mont-Tremblant, Acton fait ses débuts sur la scène internationale en 2000-2001 sur les courses FIS et prend part à sa première compétition importante aux Championnats du monde junior, gagnant une médaille d'argent au super G. Cet hiver, elle sort vainqueur du classement général de la Coupe Nord-américaine.
En novembre 2003, elle expérience pour la première fois le niveau mondial sur la Coupe du monde en prenant le départ du slalom de Park City. Deux mois plus tard, Acton, pour sa deuxième course, se place 25e du slalom géant de Kranjska Gora et marque ses premiers points.
En 2005, à Bormio, elle prend part à ses premiers championnats du monde et s'y classe notamment douzième du combiné. Encore en Italie, la Canadienne établit son meilleur classement dans la Coupe du monde avec une dixième place sur le combiné de San Sicario.
Un an plus tard, c'est aux Jeux olympiques de Turin, qu'elle fait son apparition, où onzième au slalom géant est sa meilleure performance. Ensuite, elle est de nouveau dixième en Coupe du monde à Kvitfjell en super-combiné, puis finalement devient championne du Canada de slalom. En 2007-2008, elle est privée de compétition en raison d'une fracture au sacrum.
Lors de la saison 2009-2010, spécialisée en slalom maintenant, elle effectue sa meilleure série de résultats avec sept places dans le top trente, dont une quinzième place à Garmisch-Partenkirchen. En 2010, elle prend part aux Jeux olympiques, à Vancouver, dans son pays, pour prendre la 17e place du slalom.
Fille de Diane Pratte, skieuse alpine aussi, elle s'est mariée avec le gardien de hockey sur glace Mike Smith.

## Palmarès

### Jeux olympiques d'hiver
| Épreuve / Édition | Turin 2006 | Vancouver 2010 |
| Slalom géant      | 11e        | -              |
| Slalom            | 17e        | 17e            |
| (Super-)combiné   | 10e        | -              |

### Championnats du monde
| Épreuve / Édition | Bormio 2005 | Åre 2007 | Val d'Isère 2009 |
| Slalom géant      | Abandon     | 42e      |                  |
| Slalom            | Abandon     |          | 25e              |
| Combiné           | 12e         | Abandon  |                  |

### Coupe du monde
- Meilleur classement général : 61e en 2006.
- Meilleur résultat : 10e.

#### Classements détaillés
| Saison/Classement | Général | Descente | Super G | Slalom géant | Slalom | Combiné |
| Saison/Classement | Class.  | Class.   | Class.  | Class.       | Class. | Class.  |
| ----------------- | ------- | -------- | ------- | ------------ | ------ | ------- |
| 2004              | 110e    | -        | -       | 51e          | -      | -       |
| 2005              | 67e     | -        | -       | 35e          | 42e    | 10e     |
| 2006              | 61e     | -        | 56e     | 32e          | 40e    | 16e     |
| 2007              | 73e     | -        | -       | 44e          | 32e    | 29e     |
| 2009              | 104e    | -        | -       | -            | 46e    | -       |
| 2010              | 65e     | -        | -       | -            | 21e    | -       |

### Coupe d'Europe
- 2 podiums.

### Coupe nord-américaine
- Gagnante du classement général en 2003 et 2005.
- 26 podiums, dont 5 victoires.

### Championnats du Canada
- Championne du slalom en 2006[3].

### Championnats du monde junior
- Médaille d'argent du super G en 2003 à Puy-Saint-Vincent.
- Médaille d'argent du slalom géant en 2005 à Bardonnèche.